# Temple maçonnique d'Ipswich
Le temple maçonnique d'Ipswich est un temple maçonnique américain situé à Ipswich, dans le comté d'Edmunds, dans le Dakota du Sud. Construit en 1922, il est inscrit au Registre national des lieux historiques depuis le 30 juin 2020.